# 杜炅
杜炅（?—?），字子恭，錢塘（今中国浙江省杭州市西）人。東晉道士。南齊隱士杜京產的高祖父。
奉行五斗米道，有秘術，能為人治病，史載“東土豪家及都下貴望，並事之為弟子”，因此結交吳郡陸氏、吳興沈氏、琅琊王氏等世族。昇平五年（361年）曾為王羲之診病。興寧三年（365年）曾為吳郡吳縣人陸納診病。當時江南世族多信奉五斗米道。卒後由孫泰傳承其術。